# Franciszek Gorzkowski
Franciszek Gorzkowski (ur. ok. 1760, zm. w 1830) – uczestnik powstania kościuszkowskiego, członek klubu jakobinów, propagator połączenia walki zbrojnej o niepodległość Polski z usunięciem nierówności społecznych, likwidacją pańszczyzny i czynszów.

## Życiorys
Urodził się około 1760 na Warmii w rodzinie szlacheckiej. Pracując jako geometra, był zwolennikiem konstytucji 3 maja oraz likwidacji pańszczyzny i poddaństwa chłopów. Należał do klubu jakobinów polskich. Uczestniczył w planowaniu i przygotowaniach do powstania kościuszkowskiego, w czasie którego brał udział w walkach w Warszawie.
Po upadku powstania znalazł się na Podlasiu we wsi Cisie, gdzie został przywódcą spisku, organizacyjnie opartego na sieci parafialnej, mającego na celu walkę zbrojną o niepodległość a po wygubieniu wilczego rodu czyli wyzyskiwaczy chłopów do których Gorzkowski zaliczył i księży, wprowadzenie ustroju republikańskiego. Środowisko chłopskie uznawał za ważną siłę polityczną. W czasie swojej działalności wśród niepiśmiennych chłopów kolportował ulotki zaopatrzone w rysunki.
Po wykryciu prowadzonej przez Gorzkowskiego agitacji, został on w 1797 aresztowany wraz ze współpracownikami i uwięziony w Krakowie przez władze austriackie. Po długim śledztwie w 1802 skazany został na karę śmierci. Cesarz Franciszek II Habsburg zamienił karę śmierci na banicję. Po pobycie na emigracji w 1807 zamieszkał w Warszawie, opracowując projekt uwłaszczenia chłopów.